# 케테반 로사베리제
케테반 바그라티스 아술리 로사베리제(조지아어: ქეთევან ბაგრატის ასული ლოსაბერიძე, 러시아어: Кетева́н Багра́товна Лосабери́дзе 케테반 바그라토브나 로사베리제[*], 1949년 8월 1일~2022년 1월 23일)는 소련과 조지아의 양궁 선수이다. 1980년 하계 올림픽 여자 개인전 종목 금메달을 획득했다. 조지아인으로 조지아 독립 후에는 조지아 양궁 연맹 회장(2002~2005)을 역임했다.